# 丙搭烯
丙搭烯，也称二环丁二烯或双环丁二烯，化学式为C4H2，是一种二环非芳香性有机化合物，其分子式为C4H2，由二个三元环两两相并而成。